# Hammerspitze (Stubaier Alpen)
Die Hammerspitze (am Gipfelkreuz steht Hammerspitz 2634 m) ist ein 2641 m ü. A. hoher Berg in den Stubaier Alpen in Tirol, Österreich.

## Lage
Die Hammerspitze liegt im zwölf Kilometer langen Serleskamm, der das Gschnitztal im Südosten vom Pinnistal (orographisch rechtes Seitental des Stubaitals) im Nordwesten trennt und sich vom Pinnisjoch über die 2692 m hohe Ilm- und die 2840 m hohe Kirchdachspitze (südwestlich) sowie die 2728 m hohe Kesselspitze (nordöstlich) bis zur 2717 m hohen namensgebenden Serles erstreckt.

## Erreichbarkeit
Am einfachsten erreicht man die Hammerspitze vom östlich 400 Höhenmeter unterhalb gelegenen Padasterjochhaus über die nördlich des Gipfels gelegene 2528 m hohe Scharte in etwas mehr als einer Stunde. Zu diesem Naturfreundehaus gelangt man von Trins im Gschnitztal über den Herrensteig oder die Forststraße in gut drei Stunden.
Für Geübte bietet sich der Rohrauersteig aus dem Pinnistal (vom Issenanger in etwa vier Stunden) an.
Beide Wege lassen sich auch gut zu einer Überschreitung kombinieren, da sowohl Trins (Gschnitztal) als auch Neder (Stubaital) gut mit öffentlichen Verkehrsmitteln zu erreichen sind.

## Ausblick
Vom Gipfel hat man einen Rundblick auf die umliegenden Berge der Stubaier Alpen, aber auch ins Karwendel (nördlich), sowie zu den Tuxer und Zillertaler Alpen (östlich). In südsüdöstlicher Richtung kann man sogar die jenseits des Alpenhauptkamms liegenden Dolomiten mit Piz Boè, Marmolata und Langkofel ausmachen.

## Belege
1. 1 2  tirisMaps, Zugriff am 2016-10-07
2. ↑  Gipfelbuchbehälter am Kreuz der Hammerspitze
3. 1 2  AMap (BEV) keine Höhenangabe in der ÖK 50